# Opel Monterey
La Opel Monterey è un'autovettura fuoristrada prodotta dalla Casa automobilistica tedesca Opel dal 1992 al 1999.

## Storia ed evoluzione
La Monterey ha una storia affine a quella della Opel Frontera: entrambe derivano infatti da un modello giapponese commercializzato dalla Isuzu.
Nel 1981 la Casa giapponese ha introdotto un nuovo fuoristrada, l'Isuzu Trooper, un veicolo off-road dalle linee assai squadrate ed equipaggiato inizialmente con motori da 1.9 a 2.2 litri. La prima serie è stata prodotta fino al 1992: in alcuni mercati è stato proposto con marchio Subaru come Subaru Bighorn ma è stato venduto anche in parte dei mercati europei.
Con l'arrivo della seconda serie, il Trooper venne proposto anche per il resto del mercato europeo. Per i paesi del mercato continentale, dove previsto, il modello fu commercializzato come Opel Monterey, mentre per il mercato anglosassone la commercializzazione avvenne come Vauxhall Monterey.
Tutto ciò fu reso possibile dal fatto che la Isuzu gravita nell'orbita della General Motors già dal lontano 1971, pertanto quest'ultima può commercializzare modelli di un marchio a essa appartenente anche con altri marchi sempre appartenenti al colosso statunitense.
Tra le altre affinità che accomunano la Monterey con la Frontera, troviamo anche il fatto che la Monterey, come la Frontera, è stata proposta in due varianti di passo. La versione a passo corto montava una carrozzeria a tre porte, mentre quella a passo lungo montava una carrozzeria a 5 porte.

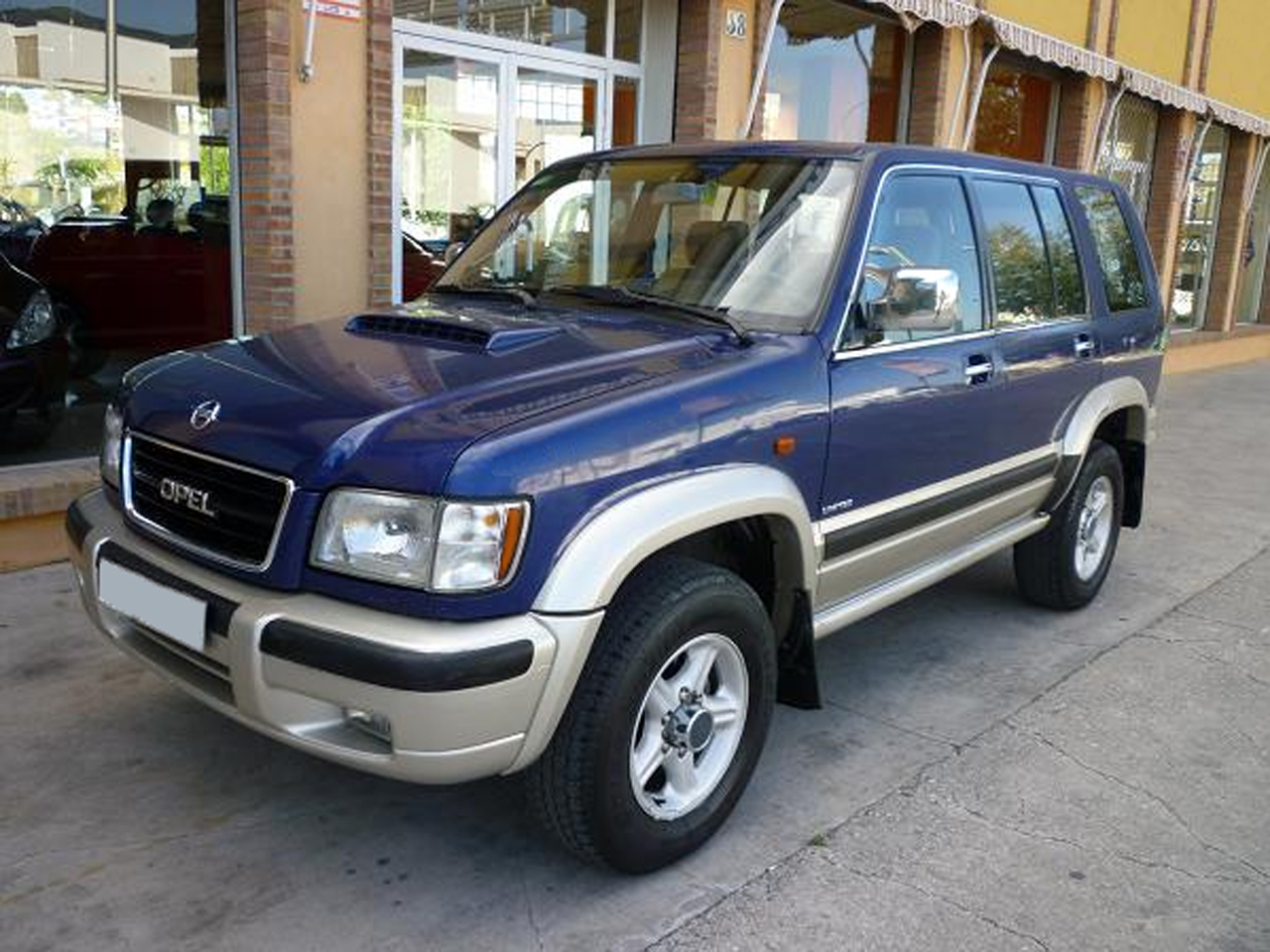
Versione restyling

Anche il telaio era lo stesso della Frontera: ciò è più facilmente osservabile nelle versioni a passo lungo, dove la misura dell'interasse coincide perfettamente con quella della corrispondente versione a passo lungo della Frontera.
Inizialmente la gamma motori era costituita da un V6 a benzina da 3.2 litri e 177 CV e da un 3.1 turbodiesel da 114 CV.
Nel 1998 vi fu un leggero restyling e per l'occasione anche i due motori furono sostituiti. Al posto del V6 da 3.2 litri fu montato un 3.5 litri da 215 CV, mentre il vecchio turbodiesel venne sostituito da una più moderna unità a gasolio con tecnologia common rail, da 3 litri di cilindrata e con potenza massima di 160 CV.
Sempre nel 1998, però, le vendite nel mercato britannico, decisamente insufficienti, portarono alla prematura uscita della Monterey dai listini di tale mercato; nel mercato continentale continuò a essere proposta per un anno, fino alla fine del 1999, il gemello giapponese fu invece venduto a livello globale per un altro paio d'anni fino al 2002.
Sia la Monterey sia la Frontera trovarono una comune erede nella Opel Antara.

## Le altre Monterey
La Monterey non è altro che una versione rimarchiata Opel o Vauxhall della Isuzu Trooper, che tra l'altro era anch'essa venduta in altri Paesi, tra cui alcuni mercati europei, e come già citato prima, commercializzata anche come Bighorn, con marchio Subaru poi anche con quello Isuzu. Questi primi 3 nomi già contraddistinguono quattro delle innumerevoli versioni derivate dallo stesso modello.
Ma oltre a queste occorre ricordare la Holden Jackaroo e la Holden Monterey, vendute nel mercato australiano e la Chevrolet Trooper, venduta in Sudamerica. Inoltre, dopo un accordo tra Honda e Gruppo GM, la Monterey fu venduta anche come Honda Horizon (1994-1999), o anche come Acura SLX (1999-2003) per il mercato statunitense. Grazie a un altro accordo, fatto con la SsangYong Motors, tra il 1988 e il 1995 il Trooper fu venduto anche come SsangYong Korando Family in Corea del Sud.